# Olimpiadi degli scacchi del 1998
Le Olimpiadi degli scacchi del 1998 furono la 33ª edizione della competizione organizzata dalla FIDE. Si tennero a Ėlista, in Russia, dal 26 settembre al 13 ottobre. Comprendevano un torneo open e uno femminile, entrambi giocati con il sistema svizzero. La scelta di Ėlista, capitale della Calmucchia, fu fortemente sponsorizzata da Kirsan Iljumžinov, presidente della FIDE e della Calmucchia.
A causa dei lavori non completati nella sede di gioco, la FIDE fu costretta a posporre l'inizio della competizione, annullando un giorno di riposo e portando da 14 a 13 i turni previsti.

## Torneo open
Il torneo open vide la partecipazione di 110 squadre, di cui ben quattro russe, composte da al più sei giocatori (quattro titolari e due riserve), per un totale di 634 giocatori.
Dopo che le due principali squadre russe furono in testa dopo il quarto turno, gli Stati Uniti divennero primi battendo i Paesi Bassi 4-0. Gli statunitensi tennero la testa fino al nono turno, aiutati anche dalla sconfitta per 3-1 della Russia contro la Bulgaria. Il pareggio dei russi con l'Armenia li riportò in testa con mezzo punto di vantaggio a due turni dal termine, che conservarono vincendo 3-1 contro la Romania, mentre il terzo posto era conservato dalla Russia "B". L'oro andò però ai russi, che vinsero 3,5-0,5 contro gli olandesi, mentre gli statunitensi pareggiarono con la Cina. La vittoria di Israele per 3,5-0,5 contro la seconda squadra russa non fu sufficiente a garantire il bronzo, che fu assegnato all'Ucraina per bucholz.

### Risultati a squadre
| Pos. | Squadra     | Giocatori | Elo  | Punti |
| ---- | ----------- | --- | ---- | ----- |
|      | Russia A    | Pëtr Svidler, Sergej Rublëvskij, Evgenij Bareev, Aleksandr Morozevič, Vadim Zvjagincev, Konstantin Sakaev           | 2684 | 35,5  |
|      | Stati Uniti | Aleksej Ermolinskij, Alexander Shabalov, Yasser Seirawan, Boris Gul'ko, Nick De Firmian, Grigorij Kajdanov          | 2631 | 34,5  |
|      | Ucraina     | Vasyl' Ivančuk, Aleksandr Oniščuk, Oleg Romanyšyn, Volodymyr Malanjuk, Stanislav Savčenko, Ruslan Ponomarëv         | 2638 | 32,5  |
| 4    | Israele     | Boris Alterman, Il'ja Smiryn, Emil Sutovskij, Lev Psachis, Yona Kosashvili, Boris Avrukh                            | 2593 | 32,5  |
| 5    | Cina        | Peng Xiaomin, Ye Jiangchuan, MI Zhang Zhong, MF Yu Shaoteng, MI Wu Wenjin, MF Wang Rui                              | 2498 | 31,5  |
| 6    | Germania    | Artur Jusupov, Rustem Dautov, Christopher Lutz, Robert Hübner, Christian Gabriel, Thomas Luther                     | 2610 | 31,5  |
| 7    | Georgia     | Zurab Azmaiparashvili, Giorgi Giorgadze, Zurab Sturua, IM Giorgi Bagaturov, IM Khvicha Supatashvili, Lasha Janjgava | 2601 | 31,5  |
| 8    | Russia B    | Aleksej Dreev, Valerij Filippov, MI Sergej Volkov, Michail Kobalja, Vasilij Emelin, Andrej Šarjazdanov              | 2594 | 31    |
| 9    | Ungheria    | Zoltán Almási, József Pintér, Csaba Horváth, József Horváth, Zoltán Varga, Zoltán Gyimesi                           | 2588 | 31    |
| 10   | Romania     | Andrei Istrătescu, Mihail Marin, Liviu-Dieter Nisipeanu, Constantin Ionescu, Vladislav Nevednichy, MI Levente Vajda | 2548 | 30,5  |

### Risultati individuali

#### Miglior prestazione Elo
|  | Giocatore                | Nazione  | Scacchiera | Punti | Partite | Elo iniziale | Prestazione |
|  | ------------------------ | -------- | ---------- | ----- | ------- | ------------ | ----------- |
|  | GM Zurab Azmaiparashvili | Georgia  | 1          | 8     | 10      | 2655         | 2804        |
|  | GM Veselin Topalov       | Bulgaria | 1          | 8     | 11      | 2700         | 2797        |
|  | GM Aleksandr Morozevič   | Russia   | 4          | 8     | 10      | 2625         | 2776        |

#### Prima scacchiera
|  | Giocatore                | Nazione | Elo  | Punti | Partite | Percentuale |
|  | ------------------------ | ------- | ---- | ----- | ------- | ----------- |
|  | MI Mohamad Al-Modiahki   | Qatar   | 2505 | 7,5   | 8       | 93,8        |
|  | MF Leonhard Müller       | Namibia | 2240 | 7,5   | 9       | 83,3        |
|  | GM Zurab Azmaiparashvili | Georgia | 2655 | 8     | 10      | 80          |

#### Seconda scacchiera
|                   | Giocatore                | Nazione     | Elo  | Punti | Partite | Percentuale |
| ----------------- | ------------------------ | ----------- | ---- | ----- | ------- | ----------- |
|                   | MF Odion Aikhoje         | Nigeria     | 2285 | 6,5   | 8       | 81,3        |
|                   | GM Smbat Lpowtyan        | Armenia     | 2615 | 8     | 11      | 72,7        |
|                   | GM Aljaksej Aljaksandraŭ | Bielorussia | 2595 | 8,5   | 12      | 70,8        |
| MI Erald Dervishi | Albania                  | 2430        |      | 8,5   | 12      | 70,8        |

#### Terza scacchiera
|                 | Giocatore                 | Nazione | Elo  | Punti | Partite | Percentuale |
| --------------- | ------------------------- | ------- | ---- | ----- | ------- | ----------- |
|                 | GM Reynaldo Vera González | Cuba    | 2530 | 7     | 9       | 77,8        |
|                 | GM Efstratios Grivas      | Grecia  | 2520 | 7,5   | 10      | 75          |
| GM Zurab Sturua | Georgia                   | 2600    |      | 7,5   | 10      | 75          |

#### Quarta scacchiera
|  | Giocatore              | Nazione  | Elo   | Punti | Partite | Percentuale |
|  | ---------------------- | -------- | ----- | ----- | ------- | ----------- |
|  | Hamaid Gadhi           | Yemen    | [ 9 ] | 6,5   | 8       | 81,3        |
|  | GM Aleksandr Morozevič | Russia A | 2625  | 8     | 10      | 80          |
|  | MI Pedro Adérito       | Angola   | 2225  | 7     | 9       | 77,8        |

#### Quinta scacchiera (prima riserva)
|                            | Giocatore          | Nazione     | Elo  | Punti | Partite | Percentuale |
| -------------------------- | ------------------ | ----------- | ---- | ----- | ------- | ----------- |
|                            | MI Andrew Muir     | Scozia      | 2305 | 6     | 7       | 85,7        |
|                            | Petr Kostenko      | Kazakistan  | 2470 | 7,5   | 10      | 75          |
|                            | GM Nick De Firmian | Stati Uniti | 2605 | 6     | 8       | 75          |
| MI Alfredo Gustavo Giaccio | Argentina          | 2460        |      | 6     | 8       | 75          |
| GM Marcin Kamiński         | Polonia            | 2530        |      | 6     | 8       | 75          |

#### Sesta scacchiera (seconda riserva)
|  | Giocatore                | Nazione | Elo  | Punti | Partite | Percentuale |
|  | ------------------------ | ------- | ---- | ----- | ------- | ----------- |
|  | GM Boris Avrukh          | Israele | 2565 | 8     | 10      | 80          |
|  | GM Ruslan Ponomarëv      | Ucraina | 2585 | 7     | 9       | 77,8        |
|  | MI Tiger Hillarp Persson | Svezia  | 2410 | 7,5   | 10      | 75          |

## Torneo femminile
Al torneo femminile parteciparono 72 squadre, di cui tre russe, formate al più da quattro giocatrici (tre titolari ed una riserva), per un totale di 282 giocatrici partecipanti.
Il torneo fu dominato dalla Cina, che dopo aver battuto al sesto turno per 2,5-0,5 la Romania (in quel momento seconda) prese il primo posto, rimanendovi per il resto del torneo con un vantaggio sempre maggiore di due punti. Il secondo posto fu disputato principalmente tra la Russia (che sconfisse le romene 2-1 al nono turno spingendola al quarto posto) e la Georgia. Quest'ultima guadagnò mezzo punto di vantaggio dopo l'undicesimo turno, mantenendolo fino alla vigilia dell'ultima partita; in questa tuttavia le russe, battendo 2,5-0,5 la Polonia, recuperarono lo svantaggio, guadagnando la medaglia d'argento per bucholz.

### Risultati a squadre
| Pos. | Squadra     | Giocatrici                                                                                                  | Elo  | Punti |
| ---- | ----------- | --- | ---- | ----- |
|      | Cina        | GM Xie Jun, GMF Zhu Chen, GMF Wang Pin, GMF Wang Lei                                                        | 2480 | 29    |
|      | Russia A    | GMF Svetlana Matveeva, MIF Ekaterina Kovalevskaja, GMF Tatiana Shumiakina, GMF Tatiana Stepovaia-Dianchenko | 2438 | 27    |
|      | Georgia     | GM Maia Chiburdanidze, MI Nana Ioseliani, MI Ketevan Arachamija-Grant, GMF Nino Khurtsidze                  | 2480 | 27    |
| 4    | Paesi Bassi | GMF Peng Zhaoqin, MIF Erika Sziva, MIF Tea Bosboom-Lanchava, Linda Jap Tjoen San                            | 2325 | 23,5  |
| 5    | Bulgaria    | GMF Antoaneta Stefanova, GMF Margarita Vojska, MIF Maria Velčeva, GMF Silvia Aleksieva                      | 2387 | 23,5  |
| 6    | Romania     | GMF Corina-Isabela Peptan, GMF Cristina Foişor, GMF Elena Luminita Radu-Cosma, GMF Gabriela Olarasu         | 2398 | 23    |
| 7    | Jugoslavia  | GMF Alisa Marić, GMF Nataša Bojković, MIF Sanja Vuksanović, GMF Maria Manakova                              | 2422 | 23    |
| 8    | Ungheria    | MIF Nikoletta Lakos, MI Ildikó Mádl, MIF Mónika Grábics, MIF Nóra Medvegy                                   | 2383 | 23    |
| 9    | Russia C    | GMF Julija Demina, MIF Aleksandra Kostenjuk, Bajrta Charaškina, Anna Gelashvili                             | 2205 | 23    |
| 10   | Stati Uniti | GMF Anželina Belakovskaja, Irina Krush, MIF Esther Epstein, GMF Elena Achmylovskaja                         | 2355 | 23    |

### Risultati individuali

#### Miglior prestazione Elo
|  | Giocatore              | Nazione  | Scacchiera | Punti | Partite | Elo iniziale | Prestazione |
|  | ---------------------- | -------- | ---------- | ----- | ------- | ------------ | ----------- |
|  | GMF Wnag Lei           | Cina     | 4          | 8     | 9       | 2445         | 2618        |
|  | GMF Tat'jana Stepovaja | Russia A | 4          | 8     | 9       | 2355         | 2611        |
|  | GM Maia Chiburdanidze  | Georgia  | 1          | 9,5   | 12      | 2525         | 2598        |

#### Prima scacchiera
|  | Giocatrice            | Nazione      | Elo  | Punti | Partite | Percentuale |
|  | --------------------- | ------------ | ---- | ----- | ------- | ----------- |
|  | MIF Mehri Ovezova     | Turkmenistan | 2305 | 10,5  | 13      | 80,8        |
|  | GM Maia Chiburdanidze | Georgia      | 2525 | 9,5   | 12      | 79,2        |
|  | GMF Peng Zhaoqin      | Paesi Bassi  | 2425 | 9     | 12      | 75          |
|  | IM Alisa Marić        | Jugoslavia   | 2475 | 9     | 12      | 75          |

#### Seconda scacchiera
|  | Giocatrice                 | Nazione     | Elo  | Punti | Partite | Percentuale |
|  | -------------------------- | ----------- | ---- | ----- | ------- | ----------- |
|  | Emam Hassane Al-Rufei      | Iraq        | 2020 | 8     | 9       | 88,9        |
|  | MIF Aleksandra Kostenjuk   | Russia C    | 2270 | 10    | 13      | 76,9        |
|  | MIF Ekaterina Kovalevskaja | Russia A    | 2430 | 9     | 12      | 75          |
|  | MIF Niina Koskela          | Finlandia   | 2225 | 9     | 12      | 75          |
|  | GMF Harriet Hunt           | Inghilterra | 2400 | 9     | 12      | 75          |

#### Terza scacchiera
|  | Giocatrice                    | Nazione    | Elo  | Punti | Partite | Percentuale |
|  | ----------------------------- | ---------- | ---- | ----- | ------- | ----------- |
|  | GMF Tat'jana Šumjakina        | Russia A   | 2395 | 6,5   | 8       | 81,3        |
|  | GMF Elena Luminita Radu-Cosma | Romania    | 2360 | 7     | 9       | 77,8        |
|  | MFF Tatyana Sergeeva          | Kazakistan | 2245 | 8,5   | 11      | 77,3        |

#### Quarta scacchiera (riserva)
|  | Giocatrice            | Nazione             | Elo   | Punti | Partite | Percentuale |
|  | --------------------- | ------------------- | ----- | ----- | ------- | ----------- |
|  | GMF Wang Lei          | Cina                | 2445  | 8     | 9       | 88,9        |
|  | GM Tat'jana Stepovaja | Russia A            | 2355  | 8     | 9       | 88,9        |
|  | Alya Hussain          | Emirati Arabi Uniti | [ 9 ] | 7     | 8       | 87,5        |

## Titolo assoluto
Il trofeo Nona Gaprindashvili viene assegnato alla nazione con la miglior media di piazzamento tra il torneo open ed il torneo femminile. Fu la prima volta che venne assegnato questo trofeo.
| Pos. | Nazione     | Torneo open | Torneo femminile | Media |
| ---- | ----------- | ----------- | ---------------- | ----- |
|      | Russia      | 1           | 2                | 1,5   |
|      | Cina        | 5           | 1                | 3     |
|      | Georgia     | 7           | 3                | 5     |
| 4    | Stati Uniti | 2           | 10               | 6     |
| 5    | Ucraina     | 3           | 12               | 7,5   |
| 6    | Romania     | 10          | 6                | 8     |
| 6    | Paesi Bassi | 12          | 4                | 8     |

## Partecipanti
Parteciparono ad entrambi i tornei:
- Associazione internazionale scacchi alla cieca
- Angola
- Argentina
- Armenia
- Australia
- Austria
- Azerbaigian
- Bangladesh
- Bielorussia
- Bosnia ed Erzegovina
- Botswana
- Brasile
- Bulgaria
- Cina
- Colombia
- Croazia
- Cuba
- El Salvador
- Emirati Arabi Uniti
- Estonia
- Filippine
- Finlandia
- Francia
- Galles
- Georgia
- Germania
- Giappone
- Grecia
- India
- Inghilterra
- Iraq
- Iran
- Irlanda
- Isole Vergini Americane
- Israele
- Italia
- Jugoslavia
- Kazakistan
- Lettonia
- Libano
- Lituania
- Macao
- Moldavia
- Messico
- Mongolia
- Macedonia
- Paesi Bassi
- Nigeria
- Nuova Zelanda
- Polonia
- Portogallo
- Porto Rico
- Romania
- Rep. Ceca
- Russia
- Scozia
- Slovenia
- Spagna
- Stati Uniti
- Sudafrica
- Svezia
- Svizzera
- Turchia
- Turkmenistan
- Ucraina
- Ungheria
- Uzbekistan
- Venezuela
- Vietnam

Parteciparono al solo torneo open:
- Afghanistan
- Antille Olandesi
- Albania
- Andorra
- Barbados
- Belgio
- Bolivia
- Canada
- Cile
- Cipro
- Ecuador
- Egitto
- Guernsey
- Honduras
- Islanda
- Fær Øer
- Giamaica
- Jersey
- Kenya
- Kirghizistan
- Libia
- Lussemburgo
- Malaysia
- Mali
- Malta
- Namibia
- Nicaragua
- Perù
- Palestina
- Qatar
- San Marino
- Seychelles
- Singapore
- Tagikistan
- Trinidad e Tobago
- Uganda
- Yemen
- Zimbabwe